# Twenty Four Hours from Tulsa
Twenty Four Hours from Tulsa is een nummer uit 1963, geschreven door het duo Burt Bacharach en Hal David. Het nummer werd voor het eerst opgenomen door Gene Pitney en werd een hit, vooral in het Verenigd Koninkrijk.  Een andere bekende versie is die van Dusty Springfield op haar debuutalbum A Girl Called Dusty.

## Versie van Gene Pitney
Twenty Four Hours from Tulsa is een van de vier nummers van Bacharach en David die Pitney heeft opgenomen. Een van de andere drie is The Man Who Shot Liberty Valance uit 1962, dat bedoeld was als titelsong voor de gelijknamige film, maar door de regisseur niet werd gebruikt. Het was een van de weinige toptienhits van Pitney in de Verenigde Staten.
Twenty Four Hours from Tulsa verhaalt hoe de zanger in zijn auto op weg is naar zijn huis en zijn echtgenote in Tulsa (Oklahoma). Hij heeft nog maar vierentwintig uur te gaan als hij een hotel opzoekt. Hij vraagt een toevallig passerende vrouw waar hij wat te eten kan krijgen. Zij brengt hem naar een café en houdt hem gezelschap tijdens het eten. En ineens zijn ze tot over hun oren verliefd op elkaar. Nu schrijft de zanger zijn echtgenote een brief dat hij nooit meer thuis zal komen.
Burt Bacharach paste een bijzonder effect toe. Halverwege het nummer, vanaf het moment dat de zanger met de vrouw danst bij de jukebox en verliefd wordt, veranderen de hele muzieknoten in korte, repeterende noten die de extase van het moment uitdrukken.
Het nummer bereikte de 17e plaats in de Amerikaanse Billboard Hot 100 en de 5e plaats in de Britse UK Singles Chart. In Nederland kwam het in april 1964 tot de 21e plaats.
Het nummer is in het Verenigd Koninkrijk in 1964 ook uitgebracht op een ep, samen met Town Without Pity uit 1961, Mecca uit 1963 en Every Breath I Take uit 1961 (Stateside SE 1027).

### NPO Radio 2 Top 2000
| Nummer met noteringen in de NPO Radio 2 Top 2000 | '99  | '00  | '01 | '02  | '03  | '04  | '05  | '06  | '07 | '08  |
| ------------------------------------------------ | ---- | ---- | --- | ---- | ---- | ---- | ---- | ---- | --- | ---- |
| Twenty Four Hours from Tulsa                     | 1101 | 1359 | -   | 1533 | 1529 | 1986 | 1849 | 1598 | -   | 1900 |

1. ↑  Een '-' betekent dat het nummer niet was genoteerd en een vetgedrukt getal geeft de hoogste notering aan.
2. ↑  Deze tabel is bijgewerkt tot en met de laatste editie (2024).

## Versie van Dusty Springfield
Dusty Springfield nam in januari 1964 voor haar debuutalbum A Girl Called Dusty een ‘geëmancipeerde’ versie van het nummer op. De zangeres is in haar auto onderweg naar huis en heeft nog maar vierentwintig uur te gaan als ze een man tegenkomt op wie ze hopeloos verliefd wordt. Ze schrijft haar echtgenoot dat ze nooit meer thuis zal komen. Toch is er een opmerkelijk verschil:
Gene Pitney:
‘All of a sudden I lost control as I held her charms
And I caressed her, kissed her

Told her I'd die before I would let her out of my arms’
Dusty Springfield:
‘All of a sudden I lost control as he held me tight
And then he kissed me, caressed me
Told me he’d die before he would let me out of his arms’
Het is toch weer de man die hier het initiatief neemt.

## Andere versies
- Jay and the Americans zetten het nummer op hun album At the Cafe Wha? van 1963.
- Het Canadese duo Ian & Sylvia namen het nummer op voor hun album Play One More van 1966.
- Chet Baker nam het nummer samen met de band The Mariachi Brass op voor het album A Taste of Tequila van 1966.
- De Zweedse zanger Östen Warnerbring nam in 1969 een Zweedstalige versie op onder de naam 15 minuter från Eslöv, waarin de afstand wat ingekort is en Tulsa is  vervangen door het Zweedse Eslöv.
- Een zeer vrije Franse vertaling onder de titel Maman chérie werd in 1964 gezongen door Claude François. De zanger is een man die veel stommiteiten heeft uitgehaald en zijn moeder schrijft dat hij niet meer naar huis durft te komen.
- Edwin Rutten heeft het nummer in 1964 in het Nederlands gezongen onder de titel Het spijt me.